# أندرس أبلين
أندرس أبلين (مواليد 21 يونيو 1991) هو لاعب كرة قدم سنغافوريون.

## وصلات خارجية
- أندرس أبلين على موقع رابطة كرة القدم اليابانية للمحترفين (اليابانية)
- أندرس أبلين على موقع قاعدة بيانات كرة القدم.إي يو (الإنجليزية)
- أندرس أبلين على موقع ناشيونال فوتبول تيمز (الإنجليزية)
- أندرس أبلين على موقع Soccerway.com (الإنجليزية)
- أندرس أبلين على موقع عالم كرة القدم.نت (الإنجليزية)